# Gérard Fombrun
Gérard Fombrun (n. 1931 ) es un escultor de Haití. 

## Biografía
Fombrun estudió escultura y arquitectura en Haití, Francia y Puerto Rico.
Sus esculturas, habitualmente hechas en bronce, han sido expuestas en Latinoamérica y el Caribe.
Como arquitecto fue el responsable de la restauración de una antigua plantación azucarera que alberga en la actualidad el Ogier-Fombrun Museum.